# Frederick K. C. Price
Frederick K. C. Price (Santa Mónica, 3 de enero de 1932 - Los Ángeles, 12 de febrero de 2021) fue un televangelista y autor estadounidense, fundador y apóstol del Centro Cristiano Crenshaw (CCC), ubicado en el sur de Los Ángeles, California. Era conocido por su transmisión de los ministerios de la Fe Siempre Creciente, que se transmitía semanalmente tanto en la televisión como en la radio.

## Primeros años
Price nació en 1932 en Santa Mónica, California, fue el hijo mayor de Winifred y Frederick Price, Sr., quien era dueño de un servicio de conserjería en el oeste de Los Ángeles. Frederick asistió a la Escuela Primaria McKinley en Santa Mónica, a la Escuela Secundaria Foshay Junior, a la Escuela Secundaria de Artes Manuales y a la Escuela Secundaria Dorsey en Los Ángeles, y luego completó dos años de educación en Los Ángeles City College. Más tarde recibió un diploma honorario del Centro de Capacitación Bíblica Rhema (1976) y un Doctorado honorario en Divinidad de la Universidad Oral Roberts (1982).
Sus dos padres, que alguna vez habían sido testigos de Jehová en el momento en que conoció a su futura esposa Betty, habían dejado de practicar la religión y también se pronunciaron en contra de todas las religiones organizadas. Mientras cortejaba a Betty, su novia de la escuela secundaria, comenzó a asistir a los servicios de la iglesia con ella. Sin embargo, después de su matrimonio, dejó de asistir a la iglesia con regularidad hasta que un grupo de iglesias del área de Los Ángeles comenzó a patrocinar una semana de avivamientos tradicionales en tiendas de campaña en el área de Crenshaw. Price comenzó a asistir a estos servicios con su esposa. En uno de estos servicios, recibió a Jesucristo como su salvador personal. Poco después de nacer de nuevo, Price afirmó haber sentido el llamado de Dios para entrar en el ministerio, sirviendo principalmente a tiempo parcial, mientras trabajaba como cortador de papel y como pastor asistente en una iglesia bautista de 1955 a 1957. Luego pastoreó una iglesia episcopal metodista africana en Val Verde, California de 1957 a 1959. A principios de la década de 1960, Price sirvió en la Iglesia Presbiteriana de Westminster en Los Ángeles. Price luego se unió a la Alianza Cristiana y Misionera en la Iglesia Comunitaria de West Washington en 1965.

## Carrera
En febrero de 1970, Price afirmó que recibió el bautismo del Espíritu Santo y también dijo que habló en lenguas, un tiempo que consideró el punto de partida de su propio ministerio. Poco tiempo después, se encontró con el ministerio de enseñanza bíblica del difunto predicador/ teleevangelista Kenneth E. Hagin. Price se unió al movimiento neocarismático, se afilió a Word of Faith y comenzó a enseñar los mensajes sobre el hablar en lenguas, la sanidad divina y las enseñanzas de la prosperidad. Él y su esposa Betty cofundaron el Crenshaw Christian Center ese mismo año en la sección Crenshaw del oeste de Los Ángeles, California.

### Centro cristiano Crenshaw
En noviembre de 1973, Price se mudó con unos 300 miembros de la iglesia de West Washington en Los Ángeles para establecer el Centro Cristiano Crenshaw en Inglewood, California. La membresía siguió creciendo, y en 1977 la iglesia se vio obligada a celebrar dos servicios, y se agregó otro servicio en 1982, porque el santuario de 1.400 asientos siempre estaba lleno al máximo de su capacidad. En 1981, la iglesia compró el antiguo campus de la Universidad Pepperdine. Después de la compra, Price supervisó la construcción de un nuevo santuario, llamado "FaithDome", que en ese momento era la iglesia con cúpula más grande de los Estados Unidos.
Se inició la construcción del FaithDome el 28 de septiembre de 1986 y la construcción comenzó el 5 de enero de 1987. La construcción se completó en 1989 en la cúpula de 10,146 asientos a un costo de más de $10 millones. En el momento de su dedicación el 21 de enero de 1990, la cúpula y la propiedad de la iglesia estaban totalmente pagadas, dejando al ministerio libre de deudas.

### Christian Word of Faith Ministries
En 1990, Price fundó Fellowship of International Christian Word of Faith Ministries (FICWFM), que incluye iglesias y ministros de todo Estados Unidos y varios otros países. Se reúnen regionalmente durante todo el año y celebran una importante convención anual. Price era un maestro de Palabra de Fe.

## Vida personal
Price se casó con Betty Ruth Scott, a quien conoció mientras asistía a Dorsey High School, en 1953. Tuvieron cinco hijos.

### Fallecimiento
Price falleció por complicaciones de COVID-19 en un hospital de Los Ángeles el 12 de febrero de 2021, a los 89 años.

## Obra seleccionada
- ¿Fe, necedad o presunción?, 160 páginas, ISBN 978-0-89274-103-8, Editorial: Harrison House, Incorporated, Fecha de publicación: 1 de enero de 1981.
- Cómo obtener una fe fuerte: seis principios, ISBN 978-0-89274-042-0, 192 páginas, Editorial: Harrison House, Incorporated, Fecha de publicación: 28 de agosto de 1982.
- Homosexualidad: ¿Estado de nacimiento o estado mental?, Primera edición, Pub. Fecha: 1 de septiembre de 1989, Editorial: Harrison House,ISBN 0892745746.
- Los mayores enemigos de la fe, rústica, ISBN 978-0-89274-920-1, Editorial: Harrison House, Incorporated, Fecha de publicación: 2 de enero de 1995.
- Raza, religión y racismo, vol. 1, primera edición, pub. Fecha: julio de 1999, Editorial: Anchor Distributors, ISBN 978-1-883798-36-9.
- La familia cristiana: perspectiva práctica para la vida familiar, 318 páginas, ISBN 978-1-883798-17-8, Editor: Faith One Publishing, Fecha de publicación: 28 de julio de 2002.
- Cómo funciona la fe, rústica, 301 páginas, ISBN 978-1-883798-57-4, Editor: Faith One Publishing, Fecha de publicación: 28 de julio de 2002.
- El Espíritu Santo: El ayudador que todos necesitamos, Libro en rústica, ISBN 978-1-883798-18-5, Editor: Faith One Publishing, Fecha de publicación: 28 de julio de 2002.
- Raza, religión y racismo, vol. 2, primera edición, ISBN 978-1-883798-48-2, Editor: Anchor Distributors, Fecha de publicación: 7 de enero de 2003.
- ¡Oración contestada garantizada!: El poder de orar con fe, 224 páginas, ISBN 978-1-59979-012-1, Editor: Charisma Media, Fecha de publicación: 28 de agosto de 2006.
- Prosperidad: Buenas noticias para el pueblo de Dios, 192 páginas, ISBN 978-1-59979-238-5, Editor: Strang Communications Company, Fecha de publicación: 28 de enero de 2008.